# Золтс, Паулис
Паулис Золтс (1880—1919) — офицер латвийской армии, участник борьбы за независимость Латвии. Погиб в бою близ Каугури (совр. Юрмала). Посмертно награждён военным орденом Лачплесиса.

## Биография
Паулис Золтc родился 10 августа 1880 года в «Вецстарасты» Сельской волости Вольмарского уезда Лифляндской губернии Российской империи (в настоящее время — Сельская волость Мазсалацского края Латвии). Учился в местной приходской школе и учительской семинарии. Позже продолжил свое образование в школе геодезистов-таксаторов в городе Горки. Служил ревизором геодезических работ в Харьковской губернии.
Был призван в армию в 1914 году, зачислен в 79-ю артиллерийскую бригаду и всю Первую мировую войну провёл на Кавказском фронте. За свою службу был неоднократно награждён. После демобилизации вернулся в Латвию.
В январе 1919 года добровольно вступил в латвийскую армию. Был командиром взвода, затем командиром роты в отдельном студенческом батальоне в звании капитана. Участвовал в первых боях батальона Калпака в Курземе.
18 мая 1919 года подразделения латвийской армии, оборонявшиеся в Каугурциемских дюнах, были вынуждены отступить под натиском двух большевистских полков. Роте, которой командовал капитан Золтс, были поставлены не те боеприпасы, к тому же часть оружия вышла из строя из-за попадания песка. Однако, учитывая критическое состояние фронта, Золтc поднял свою роту и отбил в штыковой контратаке окопы и вынудил противника бежать. Сам капитан Золтс в этом бою погиб и был похоронен на Мазсалацком кладбище.

## Награды

### Россия
- Орден Святого Станислава II-й степени (20.08.1916)[3]
- Орден Святой Анны II-й степени (19.05.1916)[4]
- Орден Святой Анны III-й степени (14.10.1915)[5]

### Латвия
За мужество, проявленное в бою в Каугурциемских дюнах, высшая военная награда Латвийской Республики — Военный орден Лачплесиса — была вручена 11 воинам — командиру роты капитану Паулису Золтсу (посмертно), старшим лейтенантам Жанису Кинцису и Виктору Грикису, лейтенанту Петерису Малитису, сержанту Юрису Кронькалну, капралу Рудолфу Яунземсу и Янису Егерсонсу, а также солдатам Херманису Аутенхофсу, Волдемару Добелису, Янису Сермолиньшу и Янису Каптейнису.

## Память
В Каугури (совр. Юрмала) в память о П. Золтсе названа улица. В Каугурциемсе на поле боя роты был установлен памятник.